# Сухий Хутір
Сухи́й Ху́тір — село в Україні, у Криничанській селищній громаді Кам'янського району Дніпропетровської області.
Населення — 235 мешканців.

## Географія
Село Сухий Хутір знаходиться на відстані 0,5 км від села Лозуватське і за 1,5 км від села Первозванівка. По селу протікає пересихаючий струмок з загатою.

## Населення

### Мова
Розподіл населення за рідною мовою за даними перепису 2001 року:
| Мова            | Відсоток |
| --------------- | -------- |
| українська      | 89,8 %   |
| російська       | 8,1 %    |
| вірменська      | 1,3 %    |
| інші/не вказали | 0,8 %    |

## Персоналії
- Литвиненко Катерина Петрівна (1921—1997) — українська акторка.